# Gabco Productions
Die Gabco Productions, Ltd. war eine US-amerikanische Filmproduktionsgesellschaft.
Hinter der Produktionsfirma stand der Schauspieler Clark Gable, der damit Raoul Walshs Western Heißer Süden (1956) mitproduzierte. Neben ihm trat Eleanor Parker als Hauptdarstellerin auf. Jo Van Fleet erhielt eine Nebenrolle. Die Kameraführung in CinemaScope oblag Lucien Ballard. Den Verleih übernahm die United Artists.
Die bundesdeutsche Erstaufführung des Filmes fand 1957 statt.